# جوزيه فيغازي
جوزيه فيغازي (بالإسبانية: José Vegazzi)‏ هو سبّاح أرجنتيني، مثّل بلاده في الألعاب الأولمبية الصيفية 1948.

## روابط خارجية
جوزيه فيغازي على موقع أوليمبيديا (الإنجليزية)